# Teoretická informatika
Teoretická informatika je oblast matematické informatiky a matematiky, která se zaměřuje na abstraktnější a matematické aspekty zpracování informací, které mají využití v počítačích a zpracování informací.
Přesně vymezit oblast teoretické informatiky není snadné; sdružení ACM SIGACT popisuje svůj obor takto:
Obor teoretické informatiky se široce interpretuje jako obor zahrnující algoritmy, datové struktury, teorii složitosti, distribuované výpočty, paralelní výpočty, VLSI, strojové učení, počítačovou biologii, výpočetní geometrii, teorii informace, kryptografii, kvantové výpočty, počítačovou teorii čísel a algebru, sémantiku programovacích jazyků a verifikaci programů, teorii automatů a studium náhodnosti. Práce v tomto oboru se často vyznačuje důrazem na matematický přístup a přesnost.

Časopis Transactions on Computation Theory doplňuje teorii kódování, teorii učení a aspekty teoretické informatiky v takových oblastech jako jsou databáze, získávání informací, ekonomické modely a počítačové sítě.

## Historie
Logické inference a matematické důkazy existovaly již dlouhou dobu, ale až v roce 1931 dokázal Kurt Gödel svoje věty o neúplnosti, které stanovily principiální meze toho, jaké věty je možné dokázat nebo vyvrátit.
Tento vývoj vedl k modernímu studiu logiky a vyčíslitelnosti a ke vzniku teoretické informatiky jako oboru. V roce 1948 obor rozšířil Claude Shannon svoji matematickou teorií komunikace o teorie informace. V stejném desetiletí Donald Hebb představil matematický model teorie učení v mozku. S příchodem biologických dat, která s určitými úpravami jeho hypotézy podporovala, vznikla oblast neuronových sítí a paralelního distribuovaného zpracování. V roce 1971 nezávisle na sobě dokázali Stephen Cook a Leonid Levin, že existují prakticky relevantní problémy, které jsou NP-úplné, což je stěžejní výsledek pro teorii složitosti.
S vývojem kvantové mechaniky na začátku 20. století se objevil koncept, že pro provádění matematických operací by bylo možné použít vlnovou funkci částic. Jinými slovy mělo by být možné počítat funkce na více stavech současně. To vedlo ke konceptu kvantových počítačů v druhé polovině 20. století, které začaly být prakticky zajímavé v 90. letech 20. století, když Peter Shor ukázal, že takové metody by mohly být použity pro rozklad velkých čísel v polynomiálním čase, což by v případě úspěchu vedlo k překonání většiny moderních systémů kryptografie s veřejným klíčem.
Výzkum v oboru moderní teoretické informatiky je založen na těchto významných objevech, ale zahrnuje množství dalších matematických a interdisciplinárních problémů.
| {\displaystyle P\rightarrow Q\,} |                                     |                  |                     |                             | P = NP ?                   |
| Matematická logika               | Teorie automatů                     | Teorie čísel     | Teorie grafů        | Teorie vyčíslitelnosti      | Teorie složitosti          |
| GNITIRW-TERCES                   | {\displaystyle \Gamma \vdash x:Int} |                  |                     |                             |                            |
| Kryptografie                     | Teorie typů                         | Teorie kategorií | Výpočetní geometrie | Kombinatorická optimalizace | Teorie kvantových počítačů |

## Oblasti studia

### Automaty a gramatiky

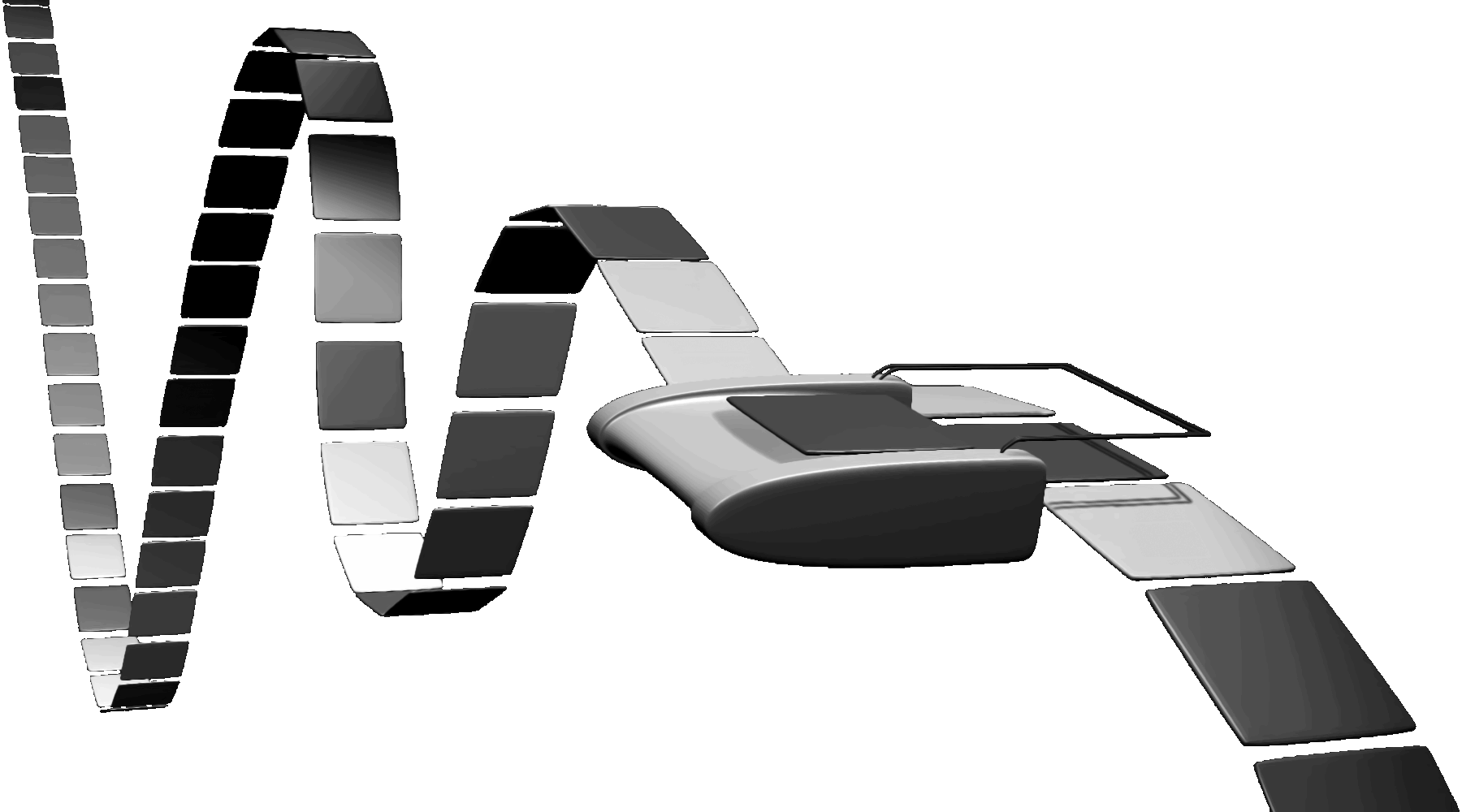
Umělecké ztvárnění Turingova stroje. Turingovy stroje slouží jako jeden z modelů obecného počítače.

Teorie automatů (anglicky automata theory) je studium abstraktních strojů a automatů, včetně výpočetních problémů, které mohou být pomocích nich řešené. Jedná se o obor teoretické informatiky, která sama patří do diskrétní matematiky (předmět studia matematiky i matematické informatiky). Slovo automaty pochází z řeckého slova αὐτόματα, které znamená "samočinný".
Teorie automatů má těsnou souvislost s teorií formálních jazyků. Automat je konečnou reprezentací formálního jazyka, který může obsahovat nekonečný počet slov. Automaty jsou často klasifikovány třídou formálních jazyků, kterou mohou rozpoznat.

### Teorie vyčíslitelnosti
Tato teorie studuje částečně rekurzivní funkce a rekurzivní množiny, tedy takové funkce a množiny z oboru přirozených číslech, jejichž hodnotu (případně členství prvku v nich) lze zjistit algoritmem.
Mnoho pojmů a výsledků (například neexistence Turingova stroje, který řeší halting problem) má přímou analogii v částečně rekurzívních funkcích.

### Teorie složitosti
Teorie složitosti se zabývá zkoumáním, jak rychle dokáží některé matematické modely reálných počítačů (například Turingův stroj) vyřešit různé druhy problémů. Ačkoli se tím dá vyjádřit náročnost řešení pouze asymptoticky, přinášejí její výsledky užitečné aplikace do reálných počítačů.